# منيف عبابنة
منيف عبابنة (23 أبريل 1985-)، لاعب كرة قدم أردني. يلعب في صفوف نادي الحسين اربد والمنتخب الأردني.

## مسيرته الرياضية
بدأ مسيرته الرياضية عام 2012 عندما لعب لصالح فريق الحسين إربد، انتقل بعدها إلى نادي شباب الأردن. لعب أيضا في نادي الفيصلي.